# Economía de combustible en aviones

Entre 1950 y 2018, la eficiencia por pasajero creció de 0,4 a 8,2 RPK por kg de CO₂.

El ahorro de combustible en las aeronaves es la medida de la eficiencia energética en el transporte de las aeronaves.
La eficiencia se incrementa con una mejor aerodinámica y con la reducción del peso, y con la mejora del BSFC y de la eficiencia de la propulsión o TSFC del motor.
La resistencia y la autonomía pueden mejorarse con la velocidad aerodinámica óptima, y la economía es mejor a la altitud óptima, normalmente más alta. La eficiencia de una aerolínea depende del consumo de combustible de su flota, de la densidad de asientos, de la carga y del factor de carga de pasajeros, mientras que los procedimientos operativos como el mantenimiento de la aeronave y la ruta pueden ahorrar combustible.
El consumo medio de combustible de las nuevas aeronaves se redujo en un 45% entre 1968 y 2014, lo que supone una reducción anual compuesta del 1,3% con una tasa de reducción variable.
En 2018, las emisiones de CO₂ ascendieron a 747 millones de toneladas para el transporte de pasajeros, para 8,5 billones de ingresos por pasajeros (RPK), lo que supone una media de 88 gramos de CO₂ por RPK. Un 88g de CO₂/km representa 3,1 g de combustible por km, o un 3,5l/100 km de consumo de combustible.
Las nuevas tecnologías pueden reducir el consumo de combustible de los motores, como una mayor relación de presión global y relación de derivación, turbofán con engranajes,  rotor abierto, avión eléctrico híbrido o  propulsión totalmente eléctrica; y la eficiencia del fuselaje con adaptaciones, mejores materiales y sistemas y aerodinámica avanzada.

## Teoría de la eficiencia del vuelo

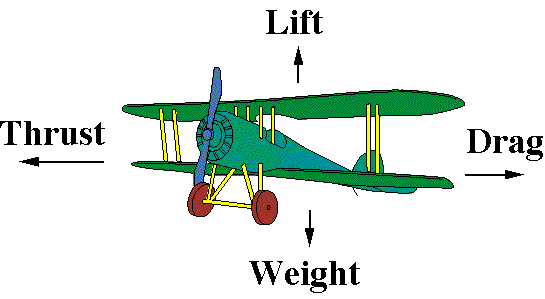
Principales fuerzas que actúan sobre un avión

Una aeronave propulsada contrarresta su peso mediante la  sustentación aerodinámica y contrarresta su resistencia aerodinámica con el empuje. El máximo alcance de la aeronave viene determinado por el nivel de eficiencia con el que se puede aplicar el empuje para superar la resistencia aerodinámica.

### Aerodinámica

Fuerzas de arrastre por velocidad

Subcampo de la dinámica de fluidos, la aerodinámica estudia la física de un cuerpo que se mueve en el aire. Dado que la sustentación y la  resistencia del aire son funciones de la velocidad del aire, sus relaciones son los principales determinantes de la eficiencia del diseño de una aeronave.
La eficiencia de una aeronave aumenta si se maximiza la relación entre sustentación y resistencia, que se consigue minimizando el arrastre parásito y la resistencia inducida generada por la sustentación, los dos componentes de la resistencia aerodinámica. Como la resistencia parásita aumenta y la resistencia inducida disminuye con la velocidad, existe una velocidad óptima en la que la suma de ambas es mínima; ésta es la mejor relación de planeo. En el caso de las aeronaves con motor, la relación de planeo óptima tiene que estar equilibrada con la eficiencia del empuje.
La resistencia parásita está constituida por la  resistencia a la forma y la resistencia a la fricción de la superficie, y crece con el cuadrado de la velocidad en la ecuación de arrastre. La resistencia de forma se minimiza teniendo la menor área frontal y aerodinamizando el avión para obtener un bajo coeficiente de arrastre, mientras que la fricción de la superficie es proporcional a la superficie del cuerpo y reducirse maximizando el flujo laminar.
La resistencia inducida puede reducirse disminuyendo el tamaño del fuselaje, el peso del combustible y de la carga útil, y aumentando la  relación de aspecto del ala o utilizando dispositivo de punta de ala a costa de aumentar el peso de la estructura.

#### Velocidad de diseño
Al aumentar la eficiencia, una velocidad de crucero más baja aumenta la autonomía y reduce el impacto ambiental de la aviación; sin embargo, una velocidad de crucero más alta permite volar a más  pasajeros/día.
En el caso del vuelo supersónico, la resistencia aerodinámica aumenta a Mach 1,0, pero vuelve a disminuir después de la transición. Con un avión específicamente diseñado, como el Aerion AS2 (en desarrollo), el alcance a Mach 1.1 es de 3.700 millas náuticas, el 70% del alcance máximo de 5.300 millas náuticas a Mach 0. 95, pero aumenta a 4.750 nmi a Mach 1,4 para 90% antes de volver a caer.

#### Dispositivos de punta de ala
Los dispositivos de punta de ala aumentan la  relación de aspecto del ala efectiva, reduciendo la resistencia inducida por la sustentación causada por los vórtices de punta de ala y mejorando la relación sustentación-arrastre sin aumentar la envergadura. (La envergadura está limitada por la anchura disponible en el Código de Referencia de Aeródromo de la OACI. Airbus instaló cercos en las puntas de las alas de sus aviones desde el A310-300 en 1985, y los blended-winglets Sharklet para el A320 fueron lanzados durante el Salón Aeronáutico de Dubái de noviembre de 2009. Su instalación añade 200 kilogramos (440,9 lb) pero ofrece una reducción del 3,5% en el consumo de combustible en vuelos de más de 2800 km (1511,9 nmi).

### Peso

Componentes del peso de la aeronave

Como el peso genera indirectamente la resistencia inducida por la sustentación, su minimización conduce a una mayor eficiencia de la aeronave. Para una carga útil determinada, un fuselaje más ligero genera una menor resistencia. La minimización del peso puede lograrse mediante la configuración del fuselaje, la ciencia de los materiales y los métodos de construcción. Para obtener una mayor autonomía, se necesita una mayor fracción de combustible del peso máximo de despegue, lo que afecta negativamente a la eficiencia.[cita requerida]
El peso muerto del fuselaje y el combustible es la carga no útil que debe elevarse a la altitud y mantenerse en el aire, contribuyendo al consumo de combustible. La reducción del peso del fuselaje permite el uso de motores más pequeños y ligeros. El ahorro de peso en ambos casos permite una menor carga de combustible para una determinada autonomía y carga útil. Una regla general es que una reducción del consumo de combustible de alrededor del 0,75% resulta de cada 1% de reducción de peso.
La fracción de carga útil de los aviones modernos de  pasillo doble es del 18,4% al 20,8% de su peso máximo de despegue, mientras que los aviones de  pasillo único están entre el 24,9% y el 27,7%. El peso de un avión puede reducirse con materiales ligeros como el titanio, la fibra de carbono y otros plásticos compuestos si el gasto puede recuperarse a lo largo de la vida útil del avión. Las ganancias de eficiencia del combustible reducen el combustible transportado, reduciendo el peso de despegue para una retroalimentación positiva. Por ejemplo, el diseño del Airbus A350 incluye una mayoría de materiales compuestos ligeros. El Boeing 787 Dreamliner fue el primer avión de pasajeros con un fuselaje mayoritariamente de materiales compuestos.

#### Distancia de vuelo
Para vuelos de larga distancia, el avión necesita llevar combustible adicional, lo que conlleva un mayor consumo de combustible. A partir de una determinada distancia, resulta más eficiente hacer una parada a mitad de camino para repostar, a pesar de las pérdidas de energía en descenso y subida. Por ejemplo, un Boeing 777-300 llega a ese punto a 3000 millas náuticas (5556,0 km). Es más eficiente en cuanto a combustible hacer un vuelo sin escalas a menos de esta distancia y hacer una parada cuando se cubre una distancia total mayor.

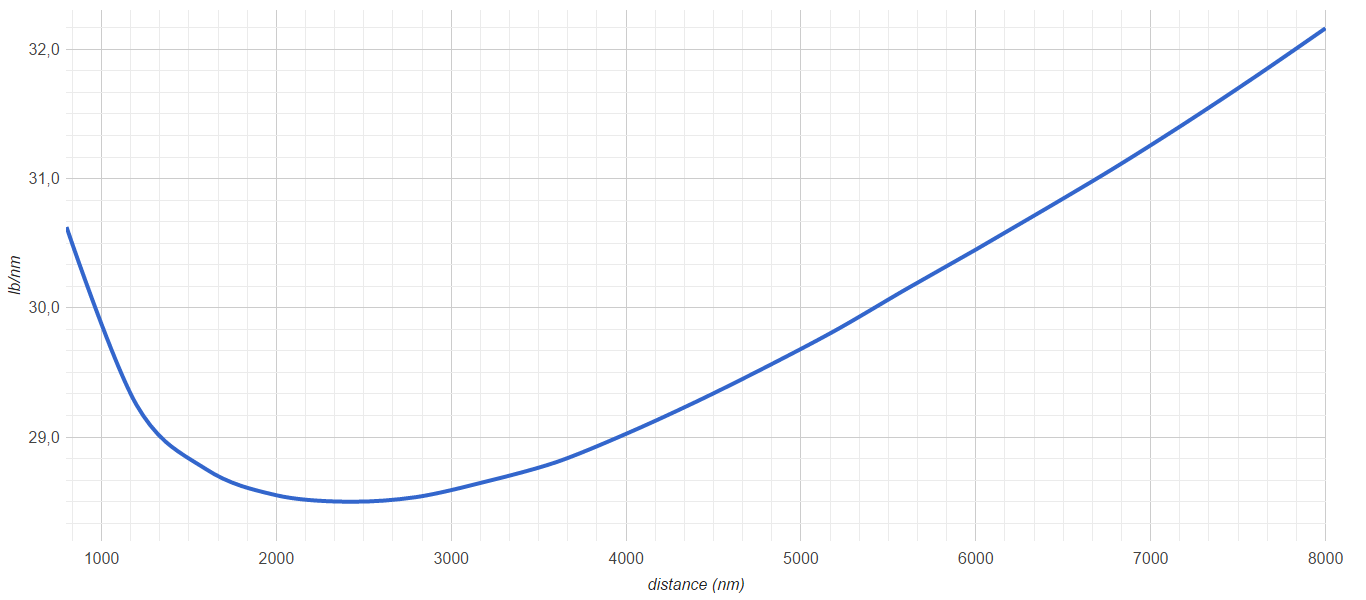
Alcance específico de un Boeing 777-200 por distancia

### Eficiencia propulsora

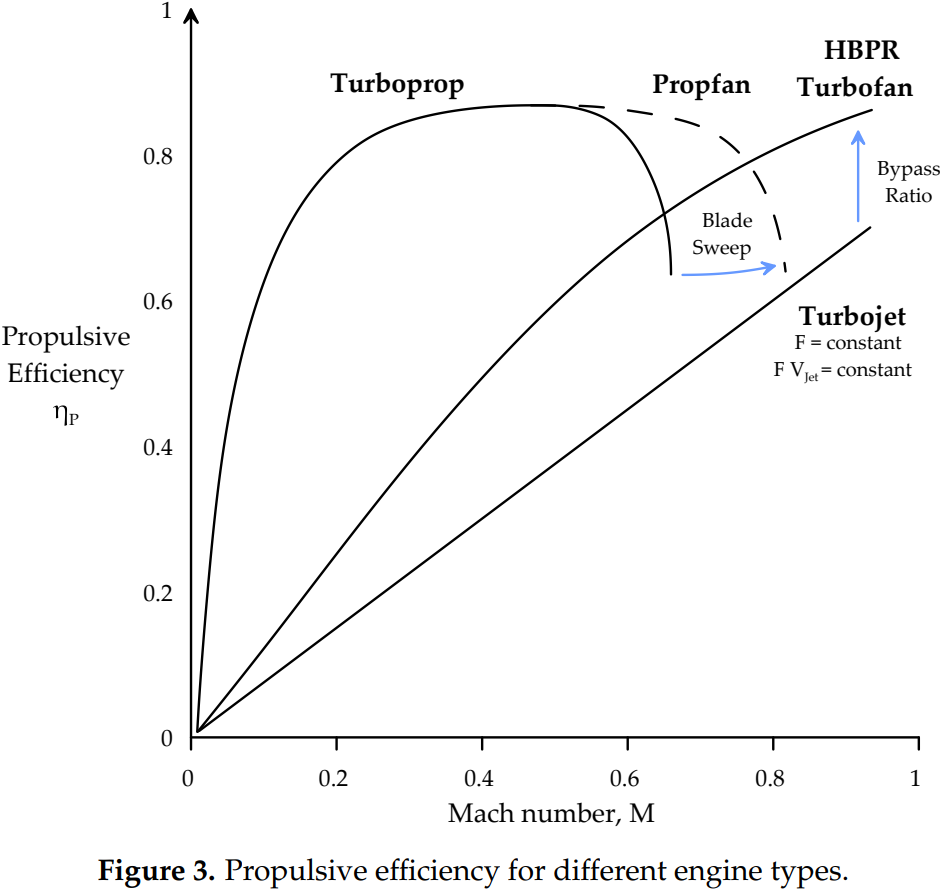
Comparación de la eficiencia de propulsión de varias configuraciones de motores de turbina de gas

La eficiencia puede definirse como la cantidad de energía impartida al avión por unidad de energía en el combustible. La velocidad de transmisión de energía es igual al empuje multiplicado por la velocidad del aire.[cita requerida]
Para obtener empuje, un motor de avión es un motor de eje - motor de pistón o turbopropulsor, con su eficiencia inversamente proporcional a su consumo específico de combustible - acoplado a una  hélice que tiene su propia eficiencia propulsora; o un motor de reacción con su eficiencia dada por su velocidad aerodinámica dividida por el consumo específico de combustible en el empuje y la energía específica del combustible.
Los turbohélices tienen una velocidad óptima inferior a 460 millas por hora (740,3 km/h). Esta cifra es inferior a la de los reactores utilizados por las grandes compañías aéreas actuales, aunque los aviones de hélice son mucho más eficientes. El Bombardier Dash 8 Q400 turbohélice se utiliza por este motivo como avión de pasajeros regional.
El coste del combustible de los aviones y la reducción de las emisiones han renovado el interés por el concepto de propfan para los aviones de pasajeros con un énfasis en la eficiencia del motor y el fuselaje que podría entrar en servicio más allá del Boeing 787 y el Airbus A350XWB. Por ejemplo, Airbus ha patentado diseños de aeronaves con propulsores gemelos contrarrotantes montados en la parte trasera. Los propulsores cubren el vacío existente entre los turbohélices, que pierden eficacia a partir de Mach 0,5-0,6, y los turbofanes de alto paso, más eficaces a partir de Mach 0,8. La NASA ha llevado a cabo un Proyecto Avanzado de Turbopropulsores (ATP), en el que se investigó un propfan de paso variable que producía menos ruido y alcanzaba altas velocidades.